# Haliplus tortilipennis
Haliplus tortilipennis är en skalbaggsart. Haliplus tortilipennis ingår i släktet Haliplus och familjen vattentrampare. Inga underarter finns listade i Catalogue of Life.